# 大日本帝国憲法第2条
大日本帝国憲法第2条（だいにほん/だいにっぽん ていこくけんぽう だい2じょう）は、大日本帝国憲法第1章にある。皇位が、皇室典範の定めに従って、皇統に属する男系男子によって継承されることを規定したものと解されている。慣習法として続いてきた男系による皇位継承を成文法で定めたのは律令時代以来この条文が初めてである。

## 現代口語訳
皇位は、皇室典範の定めるところにより、天皇の男系男子が、これを継承する。

## 解説

### 概要
帝国憲法は、その第1条において、万世一系の天皇による統治権を規定した。第2条ではこれを受けて、「万世一系の天皇」がいかに構成されるか、すなわち、皇位継承はいかに行われるかを規定したものである。
一方で、皇位継承をはじめとする皇室に関わる事項は皇室典範以下「宮務法」と総称され、帝国憲法を筆頭とする「国務法」とは別体系の法律とされ、帝国議会をはじめとする一般国民の関与の及ばないところとされた。
これは、日本における天皇・皇室の地位の特殊性によるものである。欧州の王室の地位は支配階級と民衆との妥協の上に成立した契約的なものであったため、憲法典に王室のありようが定められ、これには国民も議会を通じて関与した。
これと比べて日本の皇室の地位は、古代からの国民との精神的紐帯を基礎にしたものであり、国民との間の対等的な契約は存在しないことから、皇室に関わる事項は、国民が法政的に直接に参加する必要のない事項とされたのである（皇室自律主義）。
ただし、皇位継承に関する規定については、上述のように、第1条において「万世一系」の天皇を規定したことから、第2条において、皇室典範に言及する形で触れている。
「皇男子孫」の意味については、憲法義解によると「祖宗の皇統における男系の男子」を意味するものとされている。すなわち、男系であることと男子であることの双方が憲法上定められていると解されているのである。
なお、日本国憲法にも「皇室典範の定めるところにより」という文言は出てくるが、男系ないし男子であることを定める文言はない。日本国憲法下で皇位継承が男系男子によるのは、法律である皇室典範の規定によるものである。

### 皇位継承の原則
本条は、皇位継承に関する基礎原則を定めたものであって、（1）世襲主義、（2）男系主義、（3）皇室自律主義の3点を規定している。

#### 世襲主義
皇位の世襲は、もっぱら血統上の権利に基づくものであって、民意に基づくものでなければ、神意に基づくものでもない。
皇位世襲主義の結果として、次の原則を挙げることができる。
- 皇位を継承するのはもっぱら血統による権利であって、何人かによる選定によるものではない[3]。
- 皇位の継承には何らの時間の経過なく、先帝が位を去った瞬間がすなわち新帝が践祚する瞬間であり、皇位は寸毫の間隙もなく連続する[4]。
- 皇位の継承は法律上当然に発生する事実であって、法律行為ではない[5]。
- 皇位が継承される皇統はただ一系に限り、二以上に分裂せられうべきものではない[6]。
- 皇位の継承に関しては、胎児もその権利を有することができる[6]。
- 皇統が絶えることは帝国憲法の予想しないところであって、皇統が連綿天壌とともに窮なかるべきことを前提としている[7]。

#### 男系主義
『皇室典範義解』第1条の註に、「皇統ハ男系ニ限リ女系ノ所出ニ及ハサルハ皇家ノ成法ナリ」とあるとおり、上古以来、皇統は常に男系の子孫のみに限られ、皇女が他に嫁して挙げた子孫は皇孫たる資格を有するものとはされなかった。
男系主義の帰結として、男子でなければ皇位につくことができないとされる。なぜなら、女子が皇位につきうるとすれば、その子孫がこれを継承しうることを否定すべき理由はないからであるとされる。なお、推古天皇をはじめとする女帝の例はあるが、皇太子が幼年であるか故障のある場合に一時的に即位したにすぎないとされる。

#### 皇室自律主義
皇位の継承は、皇室典範の定めるところにより行われる（皇室自律主義）。皇室自律主義の趣旨は、帝国議会の関与を排除する点にある。皇室自律主義の根拠は、上諭の冒頭に示されているとおり、皇位の基礎が国民の意思にあるのではなく、「祖宗ノ遺烈」にある点に求められる。皇位継承の法則を定めることが皇室の自律権に属するだけではなく、その法則に基づき、例えば、皇位継承の順序を変更するようなこともまた、もっぱら皇室において決すべきことであり、帝国議会がこれに参与することはできない。